# TRM 4000
TRM 4000（全輪駆動式戦術トラック4t積載型、テエールエム キャトル・ミル、Toutes Roues Motrices 4000）はフランスのルノートラック社が開発し、フランス軍等が使用する軍用車両で、フランス陸軍において中型軽量なトラックである。従来の軍用トラックに比べて不整地走破性を向上させている。

## 概要
1950年代から使用され続けていたGBCトラックの後継車種として1970年代からTRM（全輪駆動車）シリーズの開発が始まり、TRM4000として採用された。標準型は1986年から1989年までの間に1616台生産された。